# Престолонаследник
Престолонаследник в държавите с монархическа форма на управление е лице, за което се очаква в бъдеще да заеме позицията на жив суверен монарх, след като последният умре или абдикира. Друго определение на понятието е лице, което стои начело на линията на наследяване на короната в държава с монархическа форма на управление. В някои монархии престолонаследниците носят специална титла, която подчертава ролята им в наследяването на престола. Във Великобритания престолонаследникът носи титлата Принц на Уелс, в Испания – Принц на Астуриас, а в царска Русия престолонаследникът се е наричал царевич.

## Характеристики
По правило престолонаследникът е най-възрастният, жив, низходящ законен наследник – дете, внук и т.н. – на живия монарх. Когато такива низходящи наследници на монарха липсват, престолонаследник става най-близкият и най-възрастен роднина по съребрена линия на монарха — брат, сестра, племенник, братовчед и т.н.
В съвременните монархии въпросът за престолонаследието се урежда със закон. В зависимост от възприетите за това подходи се наблюдават няколко системи на престолонаследие.
Първият модел се прилага в монархиите, в които короната се наследява само по мъжка линия. В тези страни законът за престолонаследието забранява престолонаследникът да бъде лице от женски пол, поради което от линията на престолонаследие са изключени дъщерите на монарха и техните низходящи, както и роднините му по съребрена линия от женски пол и техните низходящи. Това означава, че в тези страни престолонаследник не може да бъде дъщеря на монарха или някое от децата ѝ, нито сестра му или някое от децата ѝ и т.н.
Втори модел на наследяване се прилага в монархии, в които по традиция престолонаследникът е лице от мъжки пол — роднина по права линия на живия монарх. Но характерното за тези страни е, че в тях съображението за по-силна кръвна връзка между монарха и престолонаследника надделява над съображенията за пола, поради което при липса мъжки престолонаследник — роднина по права линия на живия монарх, престолонаследник може да стане и някоя от дъщерите на монарха или техните деца или друг роднина по съребрена линия от женски пол. Такъв ред за наследяване е установен във Великобритания. Например кралица Елизабет II заема престола през 1952, тъй като е най-възрастната дъщеря на крал Джордж VI, който не е имал деца от мъжки пол. Може би най-ярък пример за правилата на наследяване в Обединеното кралство е възцаряването на кралица Виктория през 1837 г. Тя не е дъщеря на царувалия преди нея крал Уилям IV, а негова племенница — единствено дете на брат му – херцога на Кент.
В някои съвременни монархии е установена по-либерална система за наследяване на престола, известна като примогенитура (първородство), която не дискриминира наследниците на монарха по признака пол. Основното правило при наследяването на престола в тези страни е първи по време — първи по право. В тези страни престолонаследникът е най-възрастното дете или най-възрастният и най-близък роднина по съребрена линия на живия монарх, без оглед на неговия пол, поради което престолонаследникът може да е както от мъжки, така и от женски пол. Типичен пример за това са Швеция и Норвегия. В Швеция системата на примогенитурата е въведена с промяна на конституцията през 1980 г., когато титлата престолонаследник преминава от принц Карл-Филип у по-голямата му сестра – принцеса Виктория.

## Видове
В правната теория се разграничават два вида престолонаследници. Това деление се прави въз основа на правилото, че позицията престолонаследник не може да бъде свободна при условие, че монархът има живи роднини по кръвна линия (низходяща права или съребрена линия).
Първият вид е сигурният престолонаследник — това е престолонаследник, чиито права над престола не могат да бъдат оспорени по какъвто и да е начин въз основа на съображението пол или роднинска връзка с покойния монарх. Такива престолонаследници заемат трайно първата позиция в линията на наследяване на престола и могат да я освободят само след смъртта си или с предварителен отказ от правото на наследяване.
Вторият вид престолонаследници са престолонаследниците под условие – това са престолонаследници, които могат да загубят правото си на престолонаследник при раждането на друга личност. В някои страни например такъв престолонаследник под условие е най-голямото дете на монарх, който има само деца от женски пол. Това дете може да бъде изместено от позицията на престолонаследник, ако монархът се сдобие с дете от мъжки пол. Престолонаследник — роднина по съребрена линия на монарх, който няма деца (а в страните от първи тип по-горе и монарх без деца от мъжки пол), също може да е престолонаследник под условие, ако монархът е във възраст и в състояние да има свои деца.
Деленето е условно и позволява престолонаследници от втори вид да попаднат в кръга на престолонаследниците от първи вид, когато шансовете за изместването им от линията на наследяване станат нищожни.